# 绝地大屠杀
绝地大屠杀（Great Jedi Purge），或通稱「第66號密令」（Order 66, Operation: Knightfall and the Great Jedi Purge），是一件發生在《星際大戰三部曲：西斯大帝的復仇》的重大事件。

## 起源
白卜庭是西斯大君，後來成為共和国銀河參議院議長。為了成功取得政權及肅清西斯教派的千年仇敵——絕地武士，策劃一連串的邪惡陰謀，待時機成熟後便展開屠殺計畫。

## 開始
安納金·天行者發現白卜庭是西斯大君，並告知绝地議會成員魅使·雲度大師。雲度帶了3個绝地武士分別是安吉‧科拉(Agen Kolar)、薩耶西‧丁(Saesee Tiin)、奇特‧費斯多(Kit Fisto)進攻白卜庭的辦公室，白卜庭用光劍殺了3個绝地武士，再並與雲度展開了對決。在格鬥中雲度的實力更佔上風，並幾乎已將白卜庭置於死地。這時迷惘的安納金突然闖入，白卜庭趁機誘騙安納金請求幫助。安納金請求雲度不要馬上殺死白卜庭，而希望將他交給共和國議會審判，這才是絕地解決問題的方法。而雲度則堅持白卜庭過於危險，必須立刻剷除。就在雲度即將手刃白卜庭的瞬間，安納金用光劍斬斷了雲度的右手。白卜庭從而藉機釋放出黑暗原力閃電將雲度拋向科羅森的夜空之中。

## 經過
白卜庭（達斯·西帝）最初命令新徒弟安納金‧天行者（達斯·維達）帶領克隆人501军團進攻絕地聖殿，自己則向在戰場上的複製人士兵下令殺死正在前線作戰的絕地武士(也包括已退出絕地組織的亞蘇卡·譚諾)。安納金不論是絕地大師還是幼小學徒，都毫無留情地全數殺害。但克隆人501軍團指揮官艾普卻在追殺絕地學徒途中，被光劍砍中受傷。另外在前線作戰的絕地武士也都大多被殺，尤達的原力感到身邊的複製人士兵將要殺自己，所以先下手殺了準備殺自己的複製人士兵；歐比王·肯諾比因剛剛離開了克隆人士兵，克隆人士兵不能近距離槍殺，要用大炮，但炮彈差一點就擊中歐比王，歐比王只是因為砲撃的衝擊力而從高處掉入水中，沒有生命危險；其他絕地武士也大多數陣亡。

## 結果
最後只有少數絕地武士生還，歐比王和尤達會合後先前往絕地聖殿修改絕地訊息，要其他生還者不要前往絕地聖殿而是要保護自己躲起來。二人在消滅聖殿中的複製人士兵並修改訊息後，在保安紀錄中看到白卜庭是西斯尊主、安納金屠殺絕地幼徒與武徒以及安納金拜師於他的事情。尤達決定自己前往消滅白卜庭，並指示歐比王前往消滅安納金。歐比王起先拒絕，要求改為去對付白卜庭，然因尤達對他說安納金已成為西斯武士的事實而只好答應。
歐比王料想到帕德美所懷孩子的父親是安納金，故前往拜訪帕德美，說出安納金已投身西斯，以及其在絕地聖殿中的屠殺。帕德美不信，而決定搭乘飛船前往安納金所在之地，歐比王趁機藏身在飛船之上。爾後歐比王現身，讓安納金因此以為帕德美背叛自己而幾乎殺了她。歐比王在決鬥中斬下了安納金的左手及雙腳，但卻沒有殺了他，只帶走了他的光劍。尤達和白卜庭在會議大堂中對戰，二人受傷不分勝負；尤達自行退卻，而白卜庭則因感到安納金有危險，決定前往貿易聯邦秘密總部。尤達和歐比王會合，決定暫時隱居以靜候時機來臨，二人後來分別隱居在沼澤行星達哥巴及沙漠行星塔圖因。

## 余波
银河帝国建立后，帝国判官和帝国冲锋队亦参与绝地大清洗。逃亡绝地如亞蘇卡·譚諾、肯南·賈奴斯、凱爾·克提斯等加入义军抵抗势力也吸引着帝国军的清洗。